# Дроздовицкий сельский совет (Городнянский район)
Дроздовицкий сельский совет (укр. Дроздовицька сільська рада) — входит в состав
Городнянского района
Черниговской области
Украины.
Административный центр сельского совета находится в 
с. Дроздовица
.

## Населённые пункты совета
- с. Дроздовица
- с. Будище
- с. Дыхановка